# Последний ужин (фильм, 1995)
«Последний ужин» (англ. The Last Supper) — фильм режиссёра Стэйси Тайтл, вышедший в 1995 году.
Это чёрная комедия фильм, исполнителями главных ролей выступили  Кэмерон Диаз, Рон Элдард, Аннабет Гиш, Джонатан Пеннер и Кортни Б. Вэнс.
Премьера фильма состоялась в 1995 году на международном кинофестивале в Торонто .

## Сюжет
Группа аспирантов прогрессивных взглядов установила традицию собираться на ужин, куда они приглашают реакционеров, выступающих за то, что они расценивают как не совпадающее с их либеральным мировоззрением. Приглашённых они убивают цианистым калием, добавленным в напитки. Апофеозом их деятельности становится приглашение немолодого популярного телеведущего, язвительно высмеивающего либеральные ценности, попутно баллотирующегося на пост президента США. Во время ужина ведущему удаётся полностью запутать героев, и они решают сохранить ему жизнь. Во время их отлучки телеведущий подмечает странности в их поведении, сопоставляет это с криминальными сводками и свежими бугорками в саду, и всё понимает. Вернувшиеся герои осознают моральную правоту телеведущего. В конце фильма показывают картину, нарисованную одним из героев. На ней изображены аспиранты лежащие вокруг стола, и телеведущий покуривающий свою сигару. Автор картины имел в виду то, что в споре за столом безоговорочно выиграл «будущий президент».

## В ролях
- Камерон Диас — Джуд
- Рон Элдард — Пит
- Аннабет Гиш — Поли
- Джонатан Пеннер — Марк
- Кортни Б. Вэнс — Люк
- Билл Пэкстон — Захари Коди
- Рон Перлман — Норман Арбутнот
- Нора Данн — Шериф Алиса Стэнли
- Чарльз Дьюринг — Дернинг Джеральд Хатченс
- Марк Хармон — Мужчина доминант
- Джейсон Александр — Антиэколог
- Николай Садлер — бездомный Башер
- Фредерик Лоуренс — Скинхэд

## Прием

### Критика
Фильм получил, в целом, положительные отзывы критиков.
На сайте Rotten Tomatoes фильм "Последний ужин" имеет рейтинг 63%, на основании 35 рецензий критиков, со средней оценкой 6 из 10 .  
Роджер Эберт из Chicago Sun-Times присудил фильму три звезды из четырех, написав, что, хотя фильм "слишком длинный и повторяющийся", он ценит его беспристрастность. Он охарактеризовал картину, как «смелый рывок в робкое время, как попытку ударить нас всех по лицу и заставить признать, что наши собственные свободы зависят от свобод наших соседей, наших оппонентов и, да, наших врагов» .

### Сборы
Как камерный фильм, картина собрала 459 749 долларов в прокате США. 